# Hadena protai
Hadena protai là một loài bướm đêm trong họ Noctuidae.